# 新型コロナウイルス感染症対策分科会

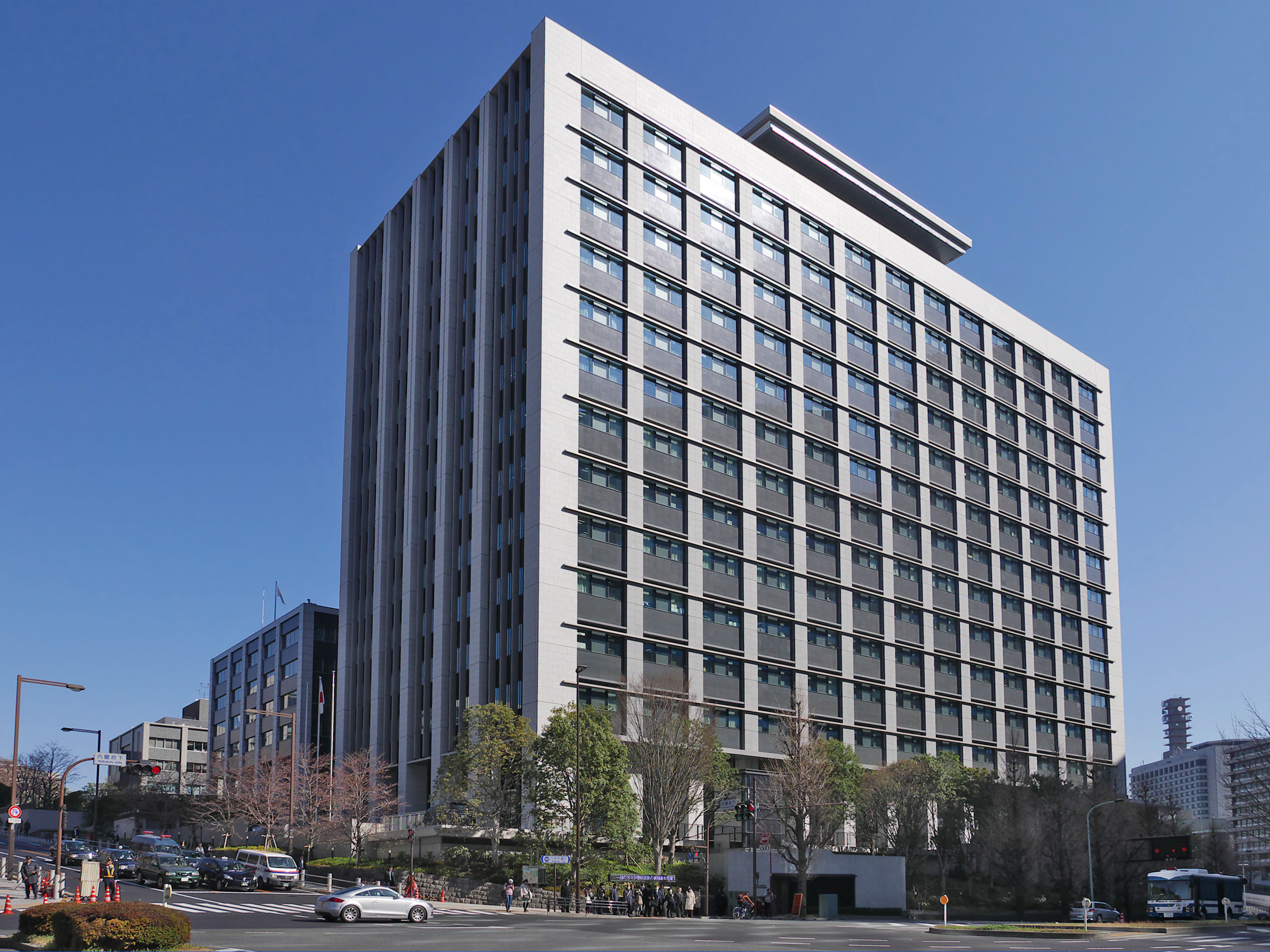
第1回審議が開催された中央合同庁舎第八号館

新型コロナウイルス感染症対策分科会（しんがたころなういるすかんせんしょうたいさくぶんかかい、英語: Subcommittee on Novel Coronavirus Disease Control）は、日本の内閣官房の新型インフルエンザ等対策推進会議に置かれた分科会である。2023年9月1日の内閣感染症危機管理統括庁の発足に合わせて廃止された。
新型インフルエンザ等対策有識者会議の下に2021年3月31日まで設置されていた同名の組織を前身とする。

## 概要

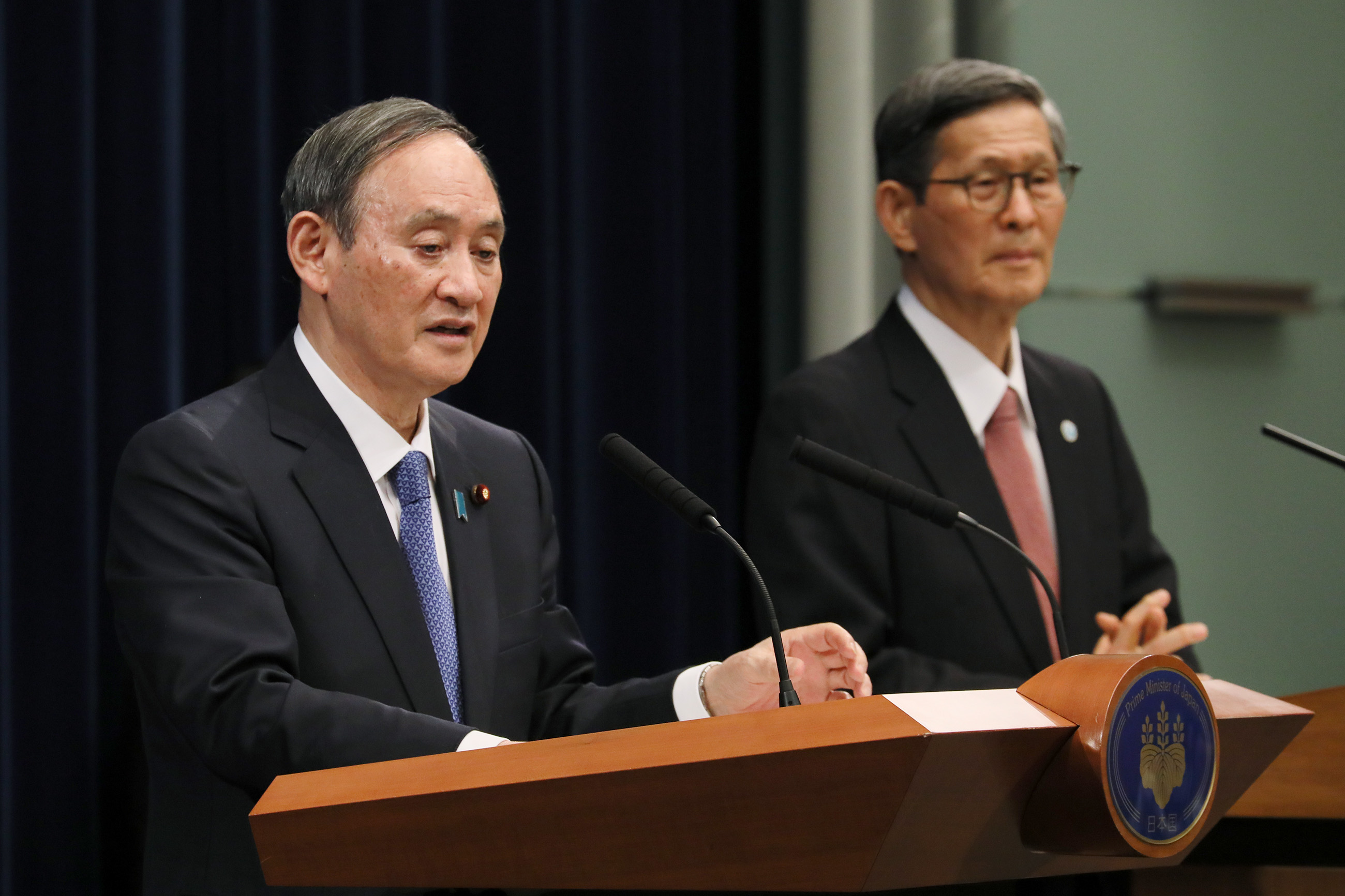
新型インフルエンザ等対策閣僚会議新型インフルエンザ等対策有識者会議新型コロナウイルス感染症対策分科会分科会長尾身茂（右）と内閣総理大臣菅義偉（左）（2021年1月7日、総理大臣官邸にて）

内閣の新型コロナウイルス感染症対策本部に置かれた諮問機関である新型コロナウイルス感染症対策専門家会議が廃止されることになったため、それに伴い、新型インフルエンザ等対策閣僚会議の諮問機関である新型インフルエンザ等対策有識者会議の下で新たな分科会として発足した。設置根拠は新型インフルエンザ等対策閣僚会議決定「新型インフルエンザ等対策有識者会議の開催について」に基づく。
新型インフルエンザ等対策有識者会議の下には、既に「医療・公衆衛生に関する分科会」および「社会機能に関する分科会」が設置されており、新型コロナウイルス感染症対策分科会は3つ目の分科会となった。他の分科会は新型インフルエンザなどについて審議するのに対し、新型コロナウイルス感染症対策分科会は新型コロナウイルス感染症の対策に特化して審議する。
なお、前身となった新型コロナウイルス感染症対策専門家会議は、感染症を専門とする医学者や医師がメンバーの中心となっており、あくまで医学や公衆衛生学の見地に基づいた審議が行われていた。一方、新型コロナウイルス感染症対策分科会では、医学者や医師だけでなく経済学者や地方公共団体の首長などもメンバーに含まれていることから、医学的な見地だけでなく経済学的な見地や政治的な見地など多面的な視点で審議がなされている。

## 名称
英語での名称は「Subcommittee on Novel Coronavirus Disease Control」と表記される。

## 沿革

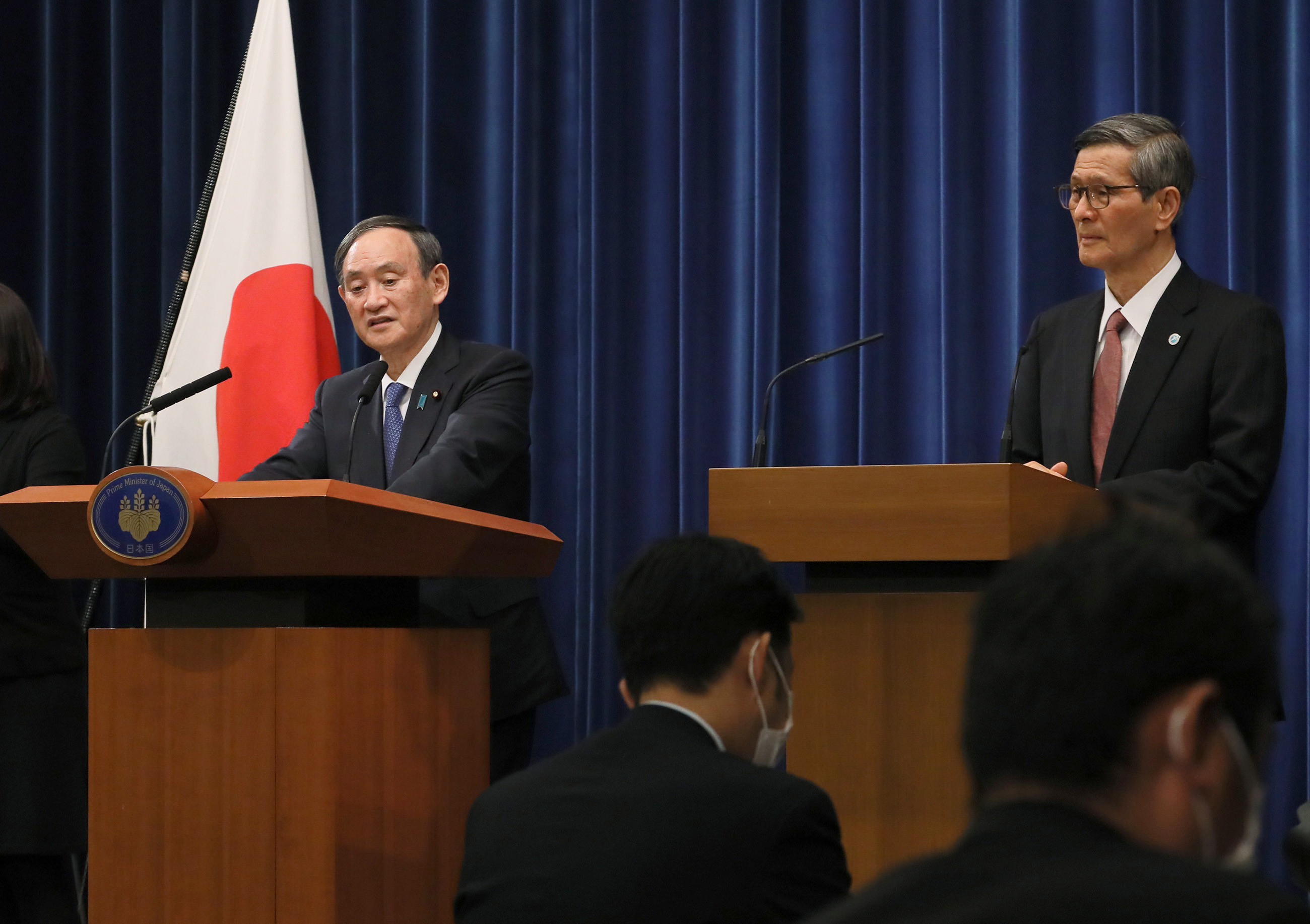
新型インフルエンザ等対策閣僚会議新型インフルエンザ等対策有識者会議新型コロナウイルス感染症対策分科会分科会長尾身茂（右）と内閣総理大臣菅義偉（左）（2021年1月7日、総理大臣官邸にて）

2020年（令和2年）7月3日に新型インフルエンザ等対策閣僚会議決定が一部改正されたことを受けて、新型コロナウイルス感染症対策分科会が新設され、同年7月6日に第1回の審議が行われた。初代分科会長には、地域医療機能推進機構理事長の尾身茂が就任した。尾身は、西太平洋地域の急性灰白髄炎を根絶させた実績を持つ。上部機関である新型インフルエンザ等対策有識者会議の会長も務めており、前身である新型インフルエンザ等対策有識者会議では副座長を務めていた。分科会長代理には、国立感染症研究所所長の脇田隆字が就任した。脇田は世界で初めてC型肝炎ウイルスの培養に成功し、ワクチン製造への道を拓いた業績で知られている。前身である新型インフルエンザ等対策有識者会議では座長を務めていた。
7月6日、分科会の第1回会合が開催された。7月16日、第2回会合が開催され、「これからあるべき対策の概要」「今後実施すべき対策について」「検査体制の基本的な考え・戦略」「GO TOトラベル事業に関する分科会の政府への提言」をまとめた。7月22日、第3回会合が開催され、「直近の感染状況等の分析と評価」がまとめられ、患者の発症日ごとの人数を示したデータが、緊急事態宣言の解除後、初めて公開された。
7月31日、第4回会合が開催され、「今後想定される感染状況の考え方（暫定合意）」がまとめられ、感染状況を4つの段階（「感染ゼロ散発段階」「感染漸増段階」「感染急増段階」「感染爆発段階」）に分け、各段階を判断する指標を医療提供体制・検査体制・公衆衛生への負荷という観点から列挙したうえで、「感染急増段階」への移行を防ぐには「メリハリの利いた接触機会の低減」、「感染爆発段階」への移行を防ぐには緊急事態宣言など「全面的な接触機会の低減」が必要になるとした。尾身会長は各指標の具体的な数値などは今後議論を詰めるとする一方、東京都と大阪府は医療提供体制への負荷が蓄積しつつある「感染漸増段階」にあたるという認識を示した。
8月5日、尾身会長は緊急の記者会見で「お盆休みにおける帰省等のあり方について」と題する分科会提言を発表し、政府に対し、帰省する際には感染対策を徹底するとともに対策ができない場合には慎重に判断するよう国民への呼びかけを求めた。
8月7日、第5回会合が開催され、前回の暫定合意を一部修正した「今後想定される感染状況と対策について」がまとめられ、感染状況を改めて4つのステージに分け、どのステージにあるか判断するための6つの指標を具体的な数値とともに示した。尾身会長は「指標の数値は目安で機械的に判断するためのものではないことを強調したい。爆発的な感染拡大に至らず、今の段階のステージ2か、悪くてもステージ3で止められるよう、国や都道府県は早めに総合的に判断して対策をとってもらいたい」と述べた。構成員の平井伸治鳥取県知事は「徒手空拳では戦えない。休業要請や、入院への協力を得ることなど、いろいろやらなければならないことはあるが、残念ながら実効性は確保できない。法的措置や制度的な保証、それに財政的な裏付けが必要で、政府は現場が追い込まれていることに留意し、迅速に対応してほしい」と述べた。
各会合後には、担当大臣と尾身会長の記者会見が開催されている。

## 対策

### Go To キャンペーン
新型コロナウイルス感染症の流行に対する経済振興策として打ち出された「Go To キャンペーン」を巡って、内閣と新型コロナウイルス感染症対策分科会との間に齟齬が生じている。内閣総理大臣の菅義偉は、移動では感染しないと分科会から提言を受けていると主張し、Go To キャンペーンの一環である「Go To トラベル」の正当性を強調していた。しかし、分科会長の尾身茂は「分科会ではそういった趣旨の提言はしていません。私自身も、人の移動で感染しないということは一言も言っておりません」と全面的に否定している。さらに、尾身はGo To トラベル開始前から「止めた方がいい」と訴えていたが、内閣は意見に耳を貸すどころか、Go To トラベルを前倒しして開始してしまったと指摘している。

### 緊急事態宣言
2021年（令和3年）1月5日の持ち回り審議により、「東京都を中心とした首都圏（埼玉県、千葉県、東京都、神奈川県）では、既にステージIV相当の対策が必要な段階に達している」と指摘し「可及的速やかに、新型インフルエンザ等対策特別措置法（特措法）に基づく緊急事態宣言を発出すべき」とする提言を発表した。

## 構成
分科会長
- 尾身茂（地域医療機能推進機構理事長）

分科会長代理
- 脇田隆字（国立感染症研究所所長）

構成員
- 石川晴巳（ヘルスケアコミュニケーションプランナー）
- 石田昭浩（日本労働組合総連合会事務局副局長）
- 今村顕史（東京都立駒込病院感染症センターセンター長）
- 大竹文雄（大阪大学大学院経済学研究科教授）
- 岡部信彦（川崎市健康安全研究所所長）
- 押谷仁（東北大学大学院医学系研究科教授）
- 釜萢敏（日本医師会常任理事）
- 小林慶一郎（東京財団政策研究所研究主幹）
- 舘田一博（東邦大学医学部教授）
- 中山ひとみ（霞が関総合法律事務所弁護士）
- 平井伸治（鳥取県知事）
- 南砂（読売新聞東京本社常務）
- 武藤香織（東京大学医科学研究所教授）

臨時構成員
- 磯部哲（慶應義塾大学法科大学院教授）
- 太田圭洋（日本医療法人協会副会長）
- 河本宏子（ANA総合研究所会長）
- 清古愛弓（全国保健所長会副会長）